# Aldina aurea
Aldina aurea är en ärtväxtart som beskrevs av John Macqueen Cowan. Aldina aurea ingår i släktet Aldina och familjen ärtväxter. Inga underarter finns listade i Catalogue of Life.